# Nitra (Fluss)
Die Nitra (deutsch Neutra, ungarisch Nyitra) ist ein 166 km langer Fluss in der Westslowakei und bedeutender linksseitiger Zufluss der Waag. 

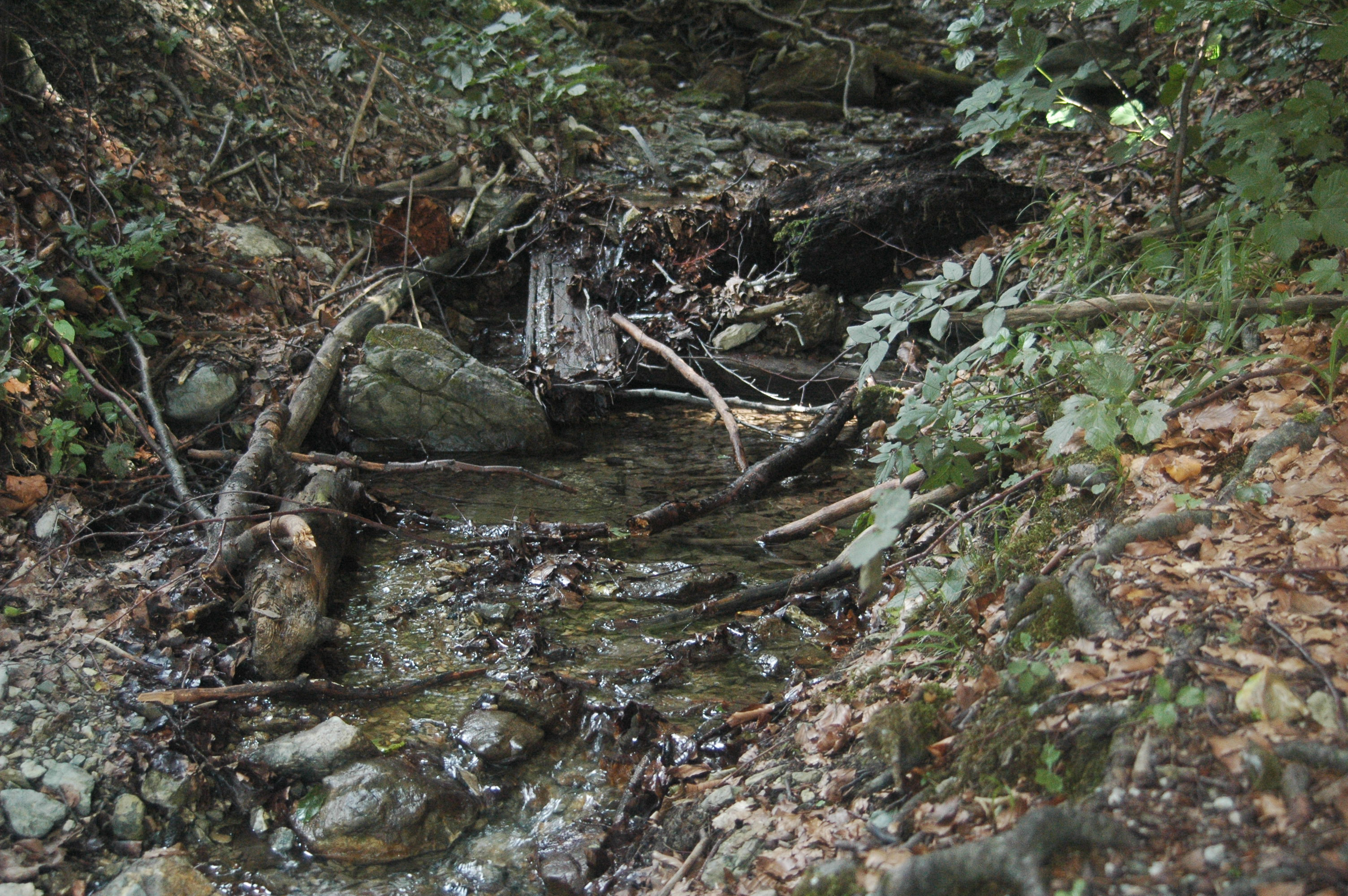
Die Quelle der Nitra in der Kleinen Fatra

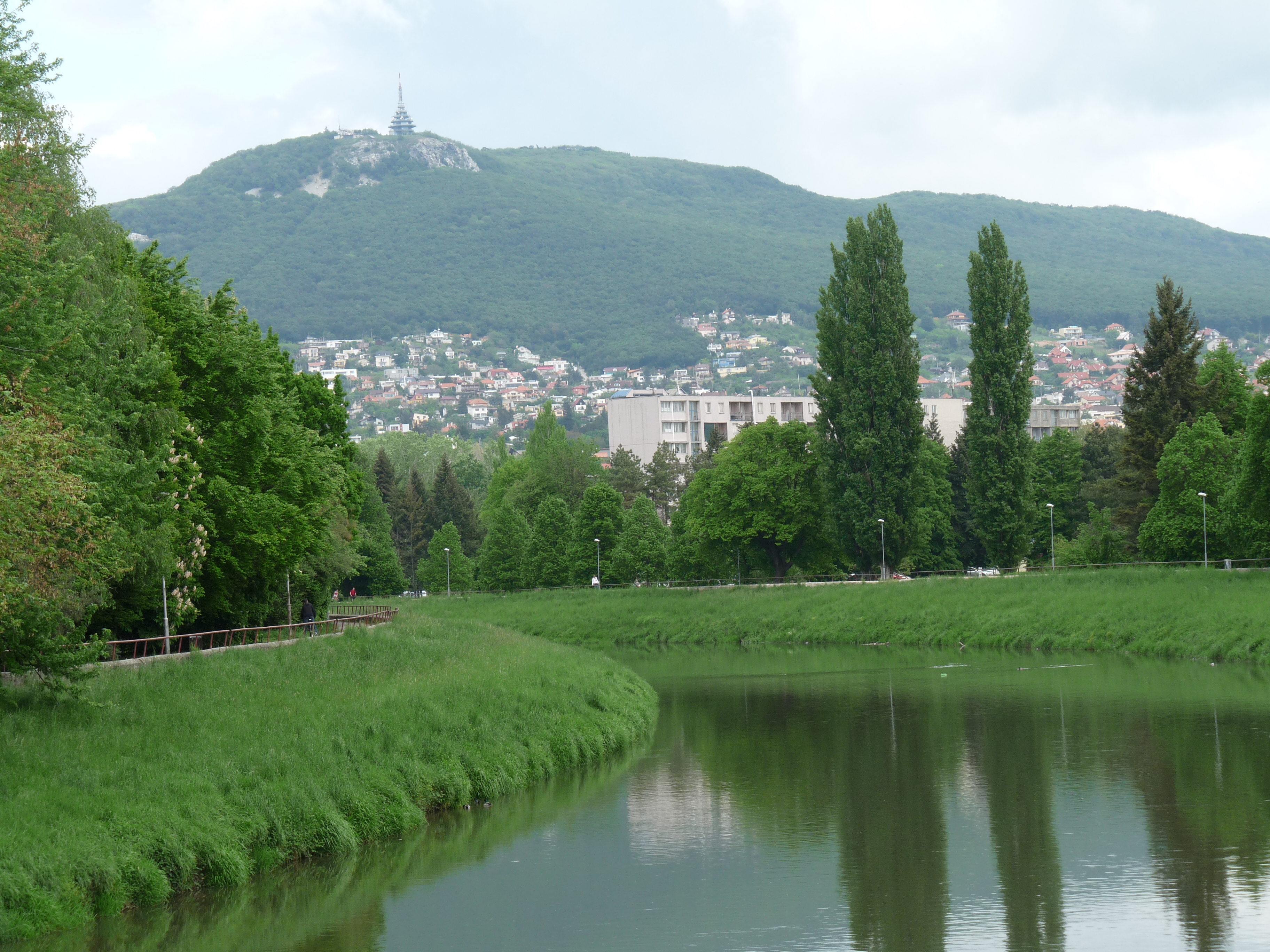
Die Nitra unterhalb des Bergs Zobor in Nitra

Seine Quelle liegt in der Kleinen Fatra unterhalb des Sattels Fačkovské sedlo bei der Gemeinde Kľačno im Okres Prievidza. Am Oberlauf fließt sie südwärts durch das Oberneutraer Becken (slowakisch Hornonitrianska kotlina) und fließt durch Nitrianske Pravno und zwischen Prievidza und Nováky, bevor sie den ersten größeren Zufluss, die linksseitige Handlovka, aufnimmt. Auf der weiteren Strecke grob nach Südwesten kommt bei Partizánske die rechtsseitige Nitrica. Dort erreicht die Nitra das slowakische Donautiefland, kopiert das Tribeč-Gebirge auf der linken Seite und nimmt bei Topoľčany die linksseitige Vyčoma sowie die rechtsseitigen Zuflüsse Bebrava und Chotina auf. Im weiteren Verlauf bis Nitra korrigiert der Fluss seine Fließrichtung nach Süden, mit rechtsufrigen Zuflüssen Bojnianka und Radošina. In Nitra macht der Fluss eine Schleife zwischen dem Burgberg und dem Zobor und erreicht den Unterlauf. Bei Dolné Krškany zweigt die rechtsseitige Malá Nitra ab, die bei Bánov wieder den Hauptfluss erreicht, während der größte Zufluss, die linksseitige Žitava (streng genommen nur deren neuer Flusslauf), in die Nitra zwischen Šurany und Úľany nad Žitavou mündet. 
Hinter Nové Zámky wurde der Fluss auf einer Länge von 7 km in einer zwischen 1966 und 1971 gebauten Verlegung kanalisiert und mündet in die Waag bei Komoča. Bei der Ansiedlung Nový Gúg, gespeist auch durch den Dlhý kanál, zweigt auf linker Seite die Stará Nitra, die vorher den Hauptstrom bildete, ab. Bei Martovce nimmt sie den Altarm von Žitava auf, bevor er bei Lándor, einem Stadtteil von Komárno, die Waag erreicht, die ihrerseits kurz darauf in die Donau einfließt.
Die gleichnamige Stadt Nitra wurde im Jahr 826 als Nitrava erstmals schriftlich genannt, was auf eine germanische Herkunft hindeutet. Die Deutung des Namens ist unsicher. Möglich sind Ableitungen über die germanischen Wörter *hneit-a- für 'stoßen' und *nit- für 'strömen' oder auch eine nicht-germanische Herkunft über das indogermanische Partizip *nitó- für 'lebhaft bewegt'.